# 점성술의 역사
천체의 관찰과 지상의 사건 사이의 관련성에 대한 점성술(占星術, astrology)의 신앙은 세계관과 언어 그리고 사회적 문화의 많은 요소를 포함하는 인간 역사의 여러 국면에 영향을 주어오고 있다.
인도유럽어 민족에서, 점성술은 신과의 소통하는 신호로써 계절적 변화를 예언하고 천체의 주기를 해석하는데 사용된 달력 체계에 뿌리를 두고 기원전 삼천년을 거슬러 올라간다. 17세기까지, 정성술은 학문의 전통으로 여겨졌고 천문학의 발전에 도움이 되었다. 이것은 일반적으로 정치적인 그리고 문화적인 주기에 적용되었고, 그것의 개념들 중 일부는 연금술, 기상학, 의학과 같은 다른 전통 학문들에 사용되었다. 17세기 말경, 태양중심설과 같은 새로운 과학적 개념들이 돌이킬 수 없이 점성술의 이론적 토대를 침식하여, 그후 점성술은 학문적 입지를 상실했다.
20세기 점성술은 신문의 천궁도(天宮圖, horoscope)와 같은 일상적 대중매체 속 산물의 영향력을 통하여 폭넓은 소비자들에게 인기를 얻었다.

## 초기 기원
넓은 의미에서 점성술은 하늘에서 뜻을 찾는 것이다. 점성술은 인류가 천문학적 주기에 관련한 계절적 변화를 측정, 기록하고 예언하려는 무의식적 시도를 행함과 동시에 학문으로써 시작되었다는 논의가 있어 오고 있다.
그러한 실행의 초기 증거는 이미 25,000년 전에 달의 주기가 기록되고 있었음을 보여주는 뼈와 동굴 벽화에서 나타나는데, 그 첫 번째 걸음마는 조수와 강에 미치는 달의 효력을 기록하는 것으로 향했다. 밤하늘에서 계절과 함께 변하는 별자리의 출현은 특정 별무리의 출몰이 매년의 범람 또는 계절적 활동을 예고할 수 있게 하였고, 이러한 별자리에 대한 지식의 증가에 의해 농경의 욕구가 채워지기도 하였다. 기원전 삼천년 경에 널리 퍼진 문명들은 천체 주기에 대해 고도로 세련된 의식을 발전시켰고, 의식적으로 별들의 태양과 함께 출몰과 정렬 되도록 그들의 신전을 향하게 해야 한다고 믿었다.
점성술의 참고 자료로 알려진 가장 오래된 것들이 이 기간에 기록된 것들의 사본들임을 암시하는 산발적인 증거가 있다. (기원전 1700년경에 바빌로니아에서 편찬된) 암미사투카의 금성 점토판에서 두 개가 아카드의 사르곤왕의 통치 기간(BC 2334-2279) 동안에 만들어졌다고 보고되었다. 택일 점성술의 초기 사용을 보여주는 또 다른 것은 수메르의 통치자 라가시의 구데아(BC 2144~2124년경)의 치세기 때의 것이다. 이것은 신들이 어떻게 그에게 꿈속에서 신전의 예정된 축조를 위해 가장 호의적일 별자리들을 알려주는지를 묘사한다. 그러나, 그것들이 진짜로 그때에 기록된 것인지 단지 후대의 고대 통치자에 기인한 것인에 대한 의문은 논란을 수반한다. 따라서, 지식의 통합된 체계로서 점성술 사용의 이의없는 가장 오래된 증거는 수메르 부흥기(BC 1950~1651년)에 나타난 기록들로 추정된다.

## 고대 세계

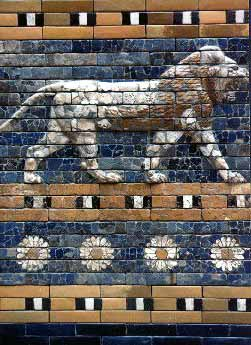
바빌로니아에 있던 이슈타르 문의 세부 양식

바빌로니아 점성술은 기원전 제2천년기에 발생한 첫 번째로 조직화된 점성술 체계이다. 일부의 점성술이 기원전 제3천년기의 수메르 시대에 나타난 것으로부터 유래했다는 의견이 있지만, 이 기간의 연대를 지닌 고대의 천체의 전조에 대한 참조의 고립된 관계는 점성술의 통합된 이론임을 증명하는 충분한 증거로 여겨지지 않는다. 그러므로, 학문적 천체 점술의 역사는 일반적으로 구 바빌로니아 후반(기원전 1800년경)의 문헌들로 시작되어, 바빌로니아 중기와 아시리아 중기를 통해 계속되었다고 전해진다.
기원전 16세기의 전조기반 점성술의 광범위한 사용은 에누마 아누 엔릴로 알려진 포괄적인 참조문헌의 편찬이 증거가 될 수 있다. 그내용은 7,000 건의 천제 전조를 수록한 쐐기 문자 평판 70 점으로 구성되어 있다. 그 시기로부터 유래한 것들로 추정될 수 있는 문헌들의 기원과 내용이 구전되어 전해지기도 한다. 이 시기의 바빌로니아 점성술은 단지 날씨 예측과 정치적 문제에 관여하는 세속 점성술이었고, 기원전 7세기 이전까지는 천문학의 실무자들의 지식은 사실상 기초적이었다. 4세기에 타당한 계산으로 행성의 미래의 위치들을 계산함으로써 그것들의 수학적 기법이 발달했으며, 그 시점에 광범위한 천체력이 출현하기 시작했다.
바빌로니아 점성술은 점술의 맥락 안에서 발달했다. 기원전 1875년경의 연대를 가지는 간의 모형이 새겨진 32 개의 평판은 바빌로니아 점술의 상세한 기록으로 알려진 가장 오래된 것들이며, 그것들은 천체의 전조 분석에 사용된 것과 동일한 해석 체제의 증거가 된다. 재물로 바쳐진 동물의 간에서 발견된 흡집과 표시는 왕의 신들로부터의 전언을 표현하는 상징적 기호로 해석된다.
신들은 그들과 연관된 행성과 항성의 천체 형상으로 그들 스스로를 드러낸다고도 믿겨졌다. 그럼으로 어느 특정 행성에 부여된 천체의 흉악한 전조들은 행성이 표현하는 신의 불만 또는 소동의 징후로 보였다. 이러한 징후들은 신을 달래려는 시도와 그리고 신들의 표현이 왕과 그의 국가에 미치는 중대한 손해 없이 현실화 될 수 있는 손쉬운 방법을 찾는 것에 직면했다. 에살핫돈 왕이 기원전 673년 1월의 월식을 우려했다는 천문학상의 보고는 왕의 대리인이나 대신하는 사건의 제의적 사용이 마법과 전조의 절대적인 신앙에 점성학적 사건이 자연계 안에서 반드시 상관 현상을 가진다는 순수하게 기계적인 관념을 어떻게 결합시켰는지를 보여준다.
한 해가 시작될 때, 홍수가 와서 제방을 무너뜨릴 것이다. 달이 가려지게 될때, 나의 군주인 왕은 나에게 글을 써주었다. 왕의 대리인으로서 나는 한밤중에 바빌로니아에 있는 이곳 제방을 터뜨리게 될 것이다. 이 사실은 아무도 모를 것이다.

울라 코흐베스텐홀츠는 1995년 그녀의 저서 메소포타미아 점성술(Mesopotamian Astrology)에서 바빌로니아의 천체 점술의 개념을 정의하는 유신론과 기계적 세계관 사이의 양의성을 논했다. 그것은 마법에 대한 지나친 의존에도 불구하고, 복수를 목적으로 선별된 처벌의 암시 없이 남아있고, 또한 "현대 과학의 규정된 특성의 일부를 공유한다.: 그것은 실재적이며 가치판단적이 아니다. 그것은 알려진 규칙에 따라 작용하며, 그것의 자료는 보편적으로 가치있다고 여겨지며 작성된 표에서 찾아볼 수 있다." 코흐베스텐홀츠는 고대 바빌로니아 점술과 다른 점술적 규율과의 가장 중요한 차이점이 본래 오로지 세속(mundane) 점성술에 관계된 과거의 것이며, 지리적으로 동향으로 짓고 도시들과 국가들에 분명히 적용되는 그리고 국가의 통치 수장으로서 왕국과 왕의 복리에 거의 전적으로 관여하는 것이라고 규명하기도 하였다. 그러므로, 세속 점성술은 점성술의 가장 오래된 부문 중 하나인 것으로 알려진다. 기원전 6세기부터 천궁도 점성술의 점진적인 출현과 함께 점성술은 출생(natal) 점성술의 기법과 방식을 발전시켰다.

## 헬레니즘 이집트
기원전 525년에 이집트는 페르시아에게 정복되었기 때문에 이집트 점성술은 어느정도 메소포타미아의 영향을 받아 온 것으로 보인다. 역사가 탐신 바톤은 그러한 잇점을 주장하는데 덴데라 황도대에 있는 증거로 저울과 전갈(그리스어 번역본에서 저울은 전갈의 집게발로 알려져 있음.) 이렇게 두 개의 별자리가 포함된 황도대에 메소포타미아의 영향이 나타난 예를 제시했다.
기원전 332년 알렉산드로스 대왕에 의해 점령된 이후에 이집트는 그리스의 통치와 세력 하에 들었다. 그 정복 이후에 알렉산드로스에 의해 알렉산드리아 시가 건립되었다. 그리고, 기원전 3~2세기 동안의 알렉산드리아의 학자들은 다작 작가들이었는데, 그렇게 '알렉산드리아의 이집트'에서 바빌로니아 점성술은 이집트의 십분각(decan) 점성술 전통과 혼합되어 천궁도 점성술을 탄생시켰다. 이것은 행성의 고양 위계와 별자리의 삼궁 그리고 식의 중요성을 지닌 바빌로니아 황도대를 포함한다. 이것과 마찬가지로, 황도대를 각각 10도씩의 36개의 십분각으로 분할하는 이집트식 개념은 상승 십분각의 강조, 행성의 신들과 행성의 위계 그리고 사원소의 그리스식 체계와 병합되었다.
십분각은 천문학상 별자리에 따라 측정된 시간 체계였다. 소티스 또는 시리우스 별자리가 그것들을 이끌었다. 야간의 십분각의 상승은 야간을 '시(hour)'로 분할하는데 사용되었다. 일출 바로 직전의 별자리의 상승(태양과 함께 상승(heliacal rising))은 밤의 마지막 시라고 여겨졌다. 한해의 진행에 걸쳐, 각각의 별자리는 열흘 동안 일출 직전에 떠올랐다. 그것들이 헬레니즘 시대의 점성술의 일부가 되었을 때, 각각의 십분각은 황도대의 10도씩에 해당되었다. 기원전 2세기부터 전해지는 여러 문헌들은 어느 십분각 특히 소티스의 상승 시간에 황도대 별자리에 있는 행성의 위치와 관계된 예언을 열거한다. 이집트에서 발견된 가장 오래된 황도대는 덴데라 황도대로써 기원전 1세기 때의 것이다.
천궁도 점성술의 발전에 있어서 특히 중요한 사람은 이집트 알렉산드리아에 살던 점성가이자 천문가인 프톨레마이오스였다. 프톨레마이오스의 작품 테트라비블로스는 서양 점성술 전통의 근간이 되었고, 나중에는 참고 자료로써 "천년 혹은 그 이상 점성술의 저자들에게 거의 성경의 권위를 누렸다."고 한다. 그것은 1138년 스페인에서 티볼리의 플라토(티부르티누스)에 의해 아랍어에서 라틴어로 번역된 후 중세 유럽을 돌았던 최초의 점성술 문헌들 가운데 하나였다.
피르미쿠스 마테우스(4세기)에 따르면, 천궁도 점성술의 체계는 초기에 이집트 파라오 네카우바라는 이름의 이집트 파라오와 그의 사제 페토시리스에게 소개되었다고 한다. 그 시기 동안에 헤르메스주의의 문헌들이 편찬되기도 했다. 로마 시대의 작가 알렉산드리아의 클레멘스는 이집트의 제사 의식에 대한 그의 묘사로써 점성가들이 그 문헌들에 대한 지식을 갖고 있었다고 예상되는 정도를 기술했다.
이것은 주로 그들의 종교 의례에서 드러난다. 먼저, 음악의 상징들 가운데 어느 하나를 지니고 있는 가수를 위해서. 그들은 그가 두 가지의 헤르메스의 책을 공부해야만 한다고 하기 때문인데, 그것들 중 하나는 신들의 찬가를 담고 있으며, 두 번째 것은 왕의 생활 규정이다. 그리고, 가수가 그의 손에 시계를 그리고 야자나무와 점성술의 상징들을 들고 있는 점성술사를 도운 후. 그는 언제나 그의 입에 모두 네 권의 헤르메스의 점성술 책들을 지녀야만 한다.

## 그리스와 로마
알렉산드로스 대왕의 아시아 정복은 그리스인들을 시리아, 바빌로니아, 페르시아, 중앙아시아의 우주론적 사상에 노출시켰다. 그리스어는 지적 의사소통의 국제 언어로써 쐐기문자를 추월했는데, 이러한 과정의 일부는 쐐기문자에서 그리스어로 점성술의 전달이었다. 기원전 280년경, 마르두크의 사제 베로수스는 그리스인들에게 점성술과 바빌로니아 문화를 가르치기 위해서 바빌로니아에서 그리스의 코스섬으로 이주했다. 그렇게, 역사학자 니콜라스 캠피온이 칭한 점성술에 있는 "혁신적인 에너지"가 서방의 그리스와 이집트의 헬레니즘 세계로 이동했다. 캠피온에 따르면, 동방 세계로부터 도착한 점성술은 새로 알려진 다른 방식의 점성술로써 그것의 복잡성이 특징이라고 한다. 기원전 1세기에는 두 종류의 점성술이 존재했고, 그중 하나는 과거, 현재, 미래에 대한 정확한 상세 설명을 정립하기 위해서 천궁도의 해석을 요했다. 다른 하나는 별에 영혼의 오름이 강조된 강령(축어적 의미: '신과 행하다.')이다. 그것들은 서로 배타적이었는데, 전자의 것은 삶에 대한 정보를 추구했고, 반면에, 점성술이 신격을 지닌 대화의 한 형태로 역할 하는 곳에서 후자의 것은 개인의 변화에 관여했다.
다른 많은 것들과 마찬가지로, 그리스의 세력은 로마의 점성술 이론의 전달에 결정적인 역할을 하였다. 그러나, 이것의 로마 도착을 증명하는 우리의 최초 참고 문헌들은 이것이 처음에 사회의 하류층에 미친 영향력을 드러내며, 바빌로니아의 '별 관찰자'의 지식에 무비판적으로 의지한 것에 대한 우려를 나타낸다. 그리스인들과 로마인들 사이에서, (칼데아라고도 알려진) 바빌로니아는 점성술과 행동을 같이했기에 '칼데아의 지혜'가 행성과 항성을 사용하는 점술의 일반적 동의어가 되었다.
점성술에 대한 최초의 분명한 참고 자료는 기원전 160년에 농장 감독관들에게 칼데아인들과 협의하면 안된다고 경고하는 논문을 작성한 웅변가 카토의 작품에서 유래한다. 2세기 로마의 시인 유베날리스는 "여전히 더 신뢰있는 사람들은 칼데아인들이다.; 그들이 믿게 될 점성가들의 입에서 나온 모든 말은 함몬의 샘에서 나왔고, ... 오늘날 어떤 점성가라도 어느 한쪽 팔에 철커덩 사슬에 묶여 먼 곳의 수용소에 투옥되어 있지 않는 한 신뢰받지 못한다."며, 로마 여성의 습관에 대해서 그들의 낮은 사회적 지위에도 불구하고, 풍자적인 비난으로 널리 스며 있는 칼데아의 영향력에 대하여 한탄했다.
헤르메스주의 점성술을 로마로 가져온 최초의 점성가중의 한 명은 황제 티베리우스의 점성가로 활동한 트라실리우스이다. 그 이전의 황제 아우구스투스 또한 그의 황권을 정당화하는데 도움을 받기 위해 점성술을 사용했다고 하더라도, 티베리우스가 황실 점성가를 두었다고 보고된 보고된 최초의 황제이다.

## 이슬람 세계
7세기에 아랍에 의한 알렉산드리아의 붕괴와 8세기에 아바스 왕조의 성립에 뒤이어 점성술은 이슬람 학자들에 의해 열성적으로 계속되었다. 아바스 왕조의 제2대 칼리파 알 만수르(754~775년 재위)는 교육의 중심지로 역할하는 바그다드 시를 건립했는데, 시의 설계에 바이트 알히크마(지식의 창고)로 알려진 도서번역의 핵심 시설이 포함되어, 그곳은 그의 후임자들로부터 발전의 수용을 계속했고, 헬레니즘 점성술 문헌의 아랍페르시아어 번역을 위한 기동력을 제공했다. 초기 번역가들 가운데, 마샬라는 바그다드 건립을 위한 시간을 선정하는데 도움을 주었고, 사흘 이븐 비슈르(자엘이라도고 함.)의 문헌들은 나중에 13세기의 귀도 보나티 그리고 17세기의 윌리엄 릴리와 같은 유럽의 점성가들에게 직접적인 영향을 끼쳤다. 아랍어 문헌들의 지식은 12세기의 라틴어 번역 기간 동안에, 유럽으로 유입되기 시작하여, 그 효과는 유럽의 르네상스의 시작에 도움이 되었다.
아랍의 점성가들 가운데 가장 중요한 이름 중 가장 영향력 있던 하나는 알부만수르였는데, 그의 저서 인트로둑토리움 인 아스트로노미암(Introductorium in Astronomiam)은 나중에 중세 유럽에서 인기있는 논문이 되었다. 또 다른 사람은 페르시아의 수학자이자 천문학자, 점성가이며 지리학자인 알 콰리즈미였다. 아랍은 천문학의 지식이 크게 증가했으며, 알데바란, 알타이르, 베텔게우스, 리겔, 베가와 같이 오늘날 일반적으로 알려진 항성의 이름이 그들의 언어 유산을 유지한다. 그리고, 그들은 헬레니즘식 가상점(lot)들의 목록을 그들에게 역사적으로 아랍식 가상점(Arabic part)들로 알려진 범위로 발전시키기도 하였다. 그런 이유로, 그 가상점은 명백히 헬레니즘 점성술의 중요한 특징이 되어 온 것으로 알려져 있는데 반해, 종종 아랍의 점성가들이 그들의 용도로 개발했다는 그릇된 주장이 있다.
이슬람의 과학 발전이 진행되는 동안에 점성술 실행의 일부는 알파라비(알파라비우스)와 이븐 알하이삼(알하젠), 아비켄나와 같은 천문학자들에 의해 신학적 입장에서 반박되었다. 그들의 비판은 점성가들의 기법이 경험적 증거보다 추측이며 신의 뜻은 미리 정확히 알려지며 예언될 수 있다는 제언을 통해 이슬람 학자들의 정통파적 정교적 견해와 상충한다고 주장했다. 이와 같은 반박은 그 당시에 자연 과학의 일부로 여겨졌던 의학, 기상과 같은 '자연 부문'보다 주로 '국가 부문(judical astrology)'에 관여했다.
예를 들어, 아비켄나의 '점성술에 대한 반박' 레살라 피 에브탈 아캄 알노줌(Resāla fī ebṭāl aḥkām al-nojūm)은 창조물 위에 있는 신의 절대적인 권능을 표현하는 신성한 인과의 대리자로서 활동하는 행성의 원리를 지지하는 점성술의 실행에 대해서 논박했다. 아비켄나는 행성의 움직임이 결정론적인 방법으로 지상의 삶에 영향을 미친다고 여겼지만, 항성의 정확한 효력을 결정하는 능력에 대해서는 반대론을 폈다. 본질에 있어서, 아비켄나는 점성술의 근본적 교의를 반박하지는 않았지만, 이것으로부터 만들어질 수 있는 정확하고 숙명적인 예언의 범위로 이것을 이해하는 우리의 능력은 부정했다.

## 중세와 르네상스의 유럽

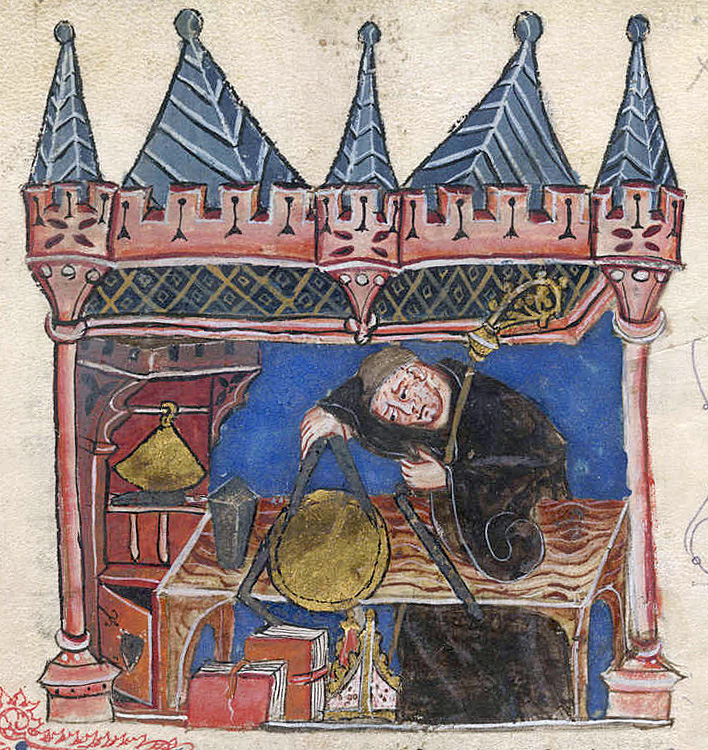
이 14세기 작품에서 점성천문가 월링포드의 리처드가 컴퍼스로 행성정위의(equatorium)를 측정하는 것을 보여준다.

로마 세계의 종말에 뒤이어 동양에서는 번역 작업에 대한 활동적인 투자를 통하여 통합되고 지적 회고를 겪은 인도, 페르시아와 이슬람의 영향력과 함께 번성했는데 반해, 같은 시기에 서양에서의 점성술은 "부분적으로는 그리스의 과학적 천문학의 쇠퇴 그리고 교회에 의한 비난으로 인하여 분열되고 반드럽지 않게 되어갔다." 10세기 후반에 아랍어 작품들의 라틴어 번역본들은 스페인으로 진출하기 시작했고, 12세기에 아라비아로부터 유럽으로의 점성학적 작품들의 전달은 "굉장한 추진력을 얻었다."
13세기에 유럽에서 점성술은 일상적 의료 행위의 일부가 되어갔다. 의사들은 (그리스의 생리학자 갈레노스(129~216년)으로부터 이어진) 갈레노스파 의술과 항성의 연구를 결합시켰다. 1500년대 말경에, 유럽 전역의 의사들은 법에 따라 외과 의술이나 유혈 수술과 같은 복잡한 의료 절차를 수행하기에 먼저 달의 위치를 계산하는 것이 요구되었다.
13세기의 영향력 있는 작품들에는 영국의 수사 요한네스 데 사크로보스코(1195~1256년경)와 포를리(이탈리아)에서 온 이탈리아의 점성가 구이도 보나티의 작품들이 포함된다. 보나티는 피렌체와 시에나, 포를리의 공동 정부를 위해서 일했고 신성 로마 제국의 황제 프리드리히 2세의 조언자로 활동했다. 1277년 경에 쓰여진 그의 점성술 문헌서적 Liber Astronomiae(리베르 아스트로노먀에)('점성술의 책')은 "13세기에 라틴어로 제작된 가장 중요한 점성학적 작품"이라는 평판을 얻었다. 단테 알리기에리는 (14세기 초에) 그의 작품 신곡에서 보나티를 (앞이 아닌 뒤를 보도록) 그들의 머리가 돌아가도록 강요된 미래를 점치던 사람들이 있는 곳인 지옥의 여덟번째 원에 위치시켜 그에게 영원성을 부여했다.
중세 유럽에서, 대학 교육은 각각 특정 행성이 상징이며 일곱 자유과로 알려진 일곱 가지의 별개의 영역으로 분할되었다. 단테는 그 과목들을 행성으로 보았다. 과목은 오름차순으로 작용하는 것처럼 보였고, 행성의 속도별 내림차순으로 행성이 있었다.: 문법은 가장 빠르게 움직이는 천체인 달에 할당되었고, 변증법은 수성에 할당되었으며, 수사학은 금성에, 음악은 태양에, 산술은 화성에, 기하학은 목성에 그리고 점성술과 천문학은 가장 느린 천체인 토성에 할당되었다.
중세의 작가들은 그들의 문학 주제에 점성술의 기호를 사용했다. 예를 들어, 단테의 신곡은 (점성술의 고대 행성과 상응하는 칠죄종을 정화하는 연옥의 산의 일곱 층과 같이) 지옥, 연옥, 낙원에 대해 그가 묘사한 구조 안에서 행성의 연관은 다양화된 관계로 구성된다. 유사한 점성학적 비유와 행성의 주제는 제프리 초서의 작품들을 통해 추구되었다.
초서의 점성술의 인용은 특히 빈번하며 그의 작품을 통해 점성학적 기본 지식이 자주 나타난다. 그는 그의 아들을 위해 아스트롤라베에 관한 논문(Treatise on the Astrolabe)을 작성할 정도로 그 시대의 점성술과 천문학에 대해서 충분히 알고 있었다. 그는 태양은 "양자리에서 그 절반의 행로를 달려왔다." 고 서술한 머릿말의 시작절에서 캔터베리 이야기의 초봄을 정확하게 집었다. 그는 바스 부인을 "화성의 특성처럼 "억세고 뻔뻔스럽게" 만들었고 수성은 "서생"과 연관지었다. 근대 초기의 윌리엄 셰익스피어와 존 밀턴의 작품에서도 점성학적 내용들이 발견된다.
잉글랜드 최초의 점성가 중에 한 명인 리처드 트레위티언(1393년생)은 그의 실무에 대한 상세내용을 남겼는데, 그의 노트는 그가 생애의 모든 행로에서 다양한 의뢰인들을 접했음을 증명하며, 15세기 영국에서 점성술에 대한 참여는 신학 또는 정치의 영역을 공부하는 것에만 국한되지 않았음을 나타낸다.
르네상스 시대 동안에, 궁정 점성가들이 우주의 본질에 대한 진정한 발견에 천궁도의 사용으로 경의를 표한 것에서 "과학적 점성술"의 형태가 수반되었다. 오늘날 많은 사람들은 스스로 점성가를 자처한 튀코 브라헤와 갈릴레오 갈릴레이 그리고 요하네스 케플러와 같은 천문가들이 과거 점성술의 체제를 뒤집은 공을 인정한다.
르네상스의 시대 말, 과학으로서의 점성술의 견지는 역사적으로 점성술 이론의 기반으로써 역할해 왔던 아리스토텔레스 물리학의 몰락과 그리고, 천구들과 월하 영역 사이의 구분의 폐지와 함께 붕괴되었다. 키스 토마스는 태양 중심설은 점성술 이론과 조화되며 그것 스스로와는 아무런 관계도 없음에도 불구하고, 혜성의 규칙성을 입증해 왔으며 더 높은 하늘이 변화와 붕괴의 대상이 되는 튀코 브라헤의 '신성'을 증명해 온 16세기와 17세기의 천문학의 진보는 "세상은 빽빽히 교합된 유기체로써 더 이상 예상되지 않는다. 그것은 현재 반박할 수 없이 사라져간 땅에서 하늘까지의 계층적 예속으로부터 비롯된 무한한 차원의 기계론이다."라는 의미를 지녔다고 보고했다. 처음에, 그 당시의 천문학자들 사이에서 "누군가가 새로운 원리의 발광체에 대해서 심각한 논박을 시도하는 일은 거의 없었다." 그리고, 사실상 천문학자들은 "일관성 있고 서로 밀접한 관계의 우주가 제공하는 감정적인 만족을 포기하기를 주저했다." 이에 응하여, 17세기의 점성가들은 점성술의 대상에게 최신의 정보를 전하려는 단호한 노력을 마지않았다. 그러나, 더 이상 옹호될 수 있는 이론적 기초가 전혀 없는 점성술의 문제는 18세기에 앞서 과학으로서의 점성술의 입지를 유지해 왔던 지적 투자가 궁극적으로 버려졌음을 의미했다. 과학 역사가 안느 게네바는 이렇게 보고했다.:
17세기 영국에서 점성술은 과학이 아니었다. 그것은 종교가 아니었다. 그것은 마법이 아니었다. 그것은 천문학도, 수학도, 청교도주의, 신플라톤주의, 심리학, 기상학 연금술 또는 주술도 아녔다. 그것은 일부가 도구로써 사용되었다. 그것은 다른 사람들과 공통된 경향을 지닌다. 그리고, 어떤 사람들은 그것의 몇몇 기술에 능숙하다. 그러나 최종 분석에서, 그것은 오로지 그것 스스로만 존재한다.: 독특한 점술이며 융합된 방법론과 전통의 수백년이 구체화된 전조의 예술로써.

## 인도
조티사(jyotiṣa)라는 용어의 최초 사용은 베다교의 보조 학과 중 한 베단가의 뜻에 있다. 잔존해 온 이 과목의 유일한 작품은 베단가 조티샤(Vedanga Jyotisha)로써, 5년의 윤달 주기의 맥락으로 태양과 달의 움직임을 추적하는 규칙을 수록하고 있다. 이 작품이 비록 기원전 제2천년기인 훨씬 과거 연대를 가진 얼마간의 내재적 증거와 상충하는 전마우리아의 때의 것일지라도, 기원전 마지막 세기와 일치하는 이 작품의 언어와 구성의 뒤늦은 방식으로 인하여 그 날짜는 불분명하다.
그 후의 현대 천궁도 점성술의 새로운 의미가 있는 기록된 조티시의 역사는 인도-그리스 시대의 인도와 헬레니즘 문화의 상호작용과 관계 있다. 안렉산더 대왕의 군사 정벌과 박트리아 그리스에 뒤이어 그리스어는 인더스 계곡 유역의 링구아 프랑카가 되었다. 야바나자타카(Yavanajataka)나 브리하트-삼히타와 같이 잔존하는 가장 오래된 논문은 초세기의 연대를 가진다. 산스크리트어로 된 가장 오래된 점성술 논문은 269~270년의 스푸지하바자에 의해 운문화된 야바나자타카("그리스인들의 격언")인데, 이것 이전의 것은 2세기에 사카의 왕 서부 사트랍스 루드라다만 1세의 지원 하에서 야바네스바라가 기술한 그리스어 논문 번역본으로 현재 분실되었다.
인도의 천문학과 점성술은 함께 발전했다. 천문학 논문을 작성한 이름이 알려진 최초의 저자들은 인도 천문학이 시작이라고 말할 수 있을 때인 5세기부터 있었다. 아르야비티아(Āryabhaṭīya)에 있는 아리아바타의 이론들과 분실된 아르야-싯단타(Arya-siddhānta) 외에도, 바라하미히라의 판차-싯단티카(Pancha-Siddhāntika)가 있다.

## 중국

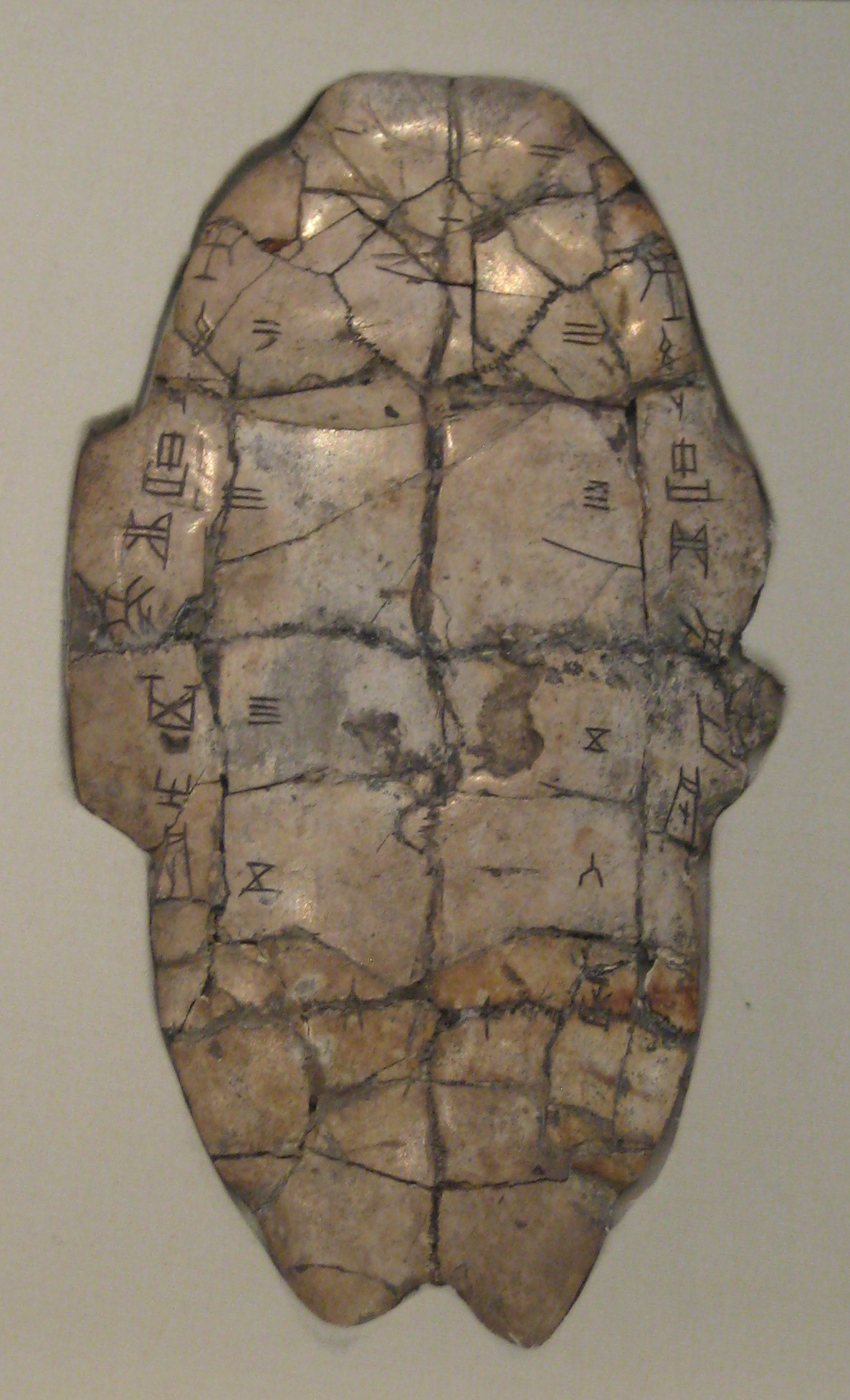
갑골 모형 – 거북이 껍질

중국에서 점성술 체계는 천문학과 달력을 기반으로 하며, 이것의 발전은 한(漢) 왕조(기원전 2세기부터 기원후 2세기) 동안에 번영을 누린 천문학에 한정되어 있었다.
중국 점성술은 중국 철학(하늘과 땅 그리고 물의 삼조화 이론)과 밀접한 관련이 있으며, 음양(陰陽)이론을 사용하고, 오행(五行)의 가르침과 10 천간(天干), 12 지지(地支), 태음태양력(음력과 양력) 그리고 년, 월, 일, 시진(時辰)에 따르는 시간 계산법과 같이 서양 점성술에서는 발견되지 않는 개념이 있다.
중국에서 점성술은 전통적으로 고귀하게 여겨졌고, 공자는 존중의 격언으로 점성술을 대했다고 전해진다.: "하늘은 좋거나 나쁜 상징을 내려주고 현자는 따라서 행동한다." 중국에서 적어도 상(商) 왕조(기원전 1766~1050년경) 때부터 황도대의 열두 동물의 별자리가 조합된 60년의 주기가 기록되어오고 있다. 점술가의 이름과 점치는 대상에 대한 주제와 함께, 60년 주기에 따른 날짜와 새겨진 갑골이 그 시대부터 전해지는 것이다. 중국에서 가장 유명한 점성가 중 한 명은 기원전 300년경에 살던 추연인데, 그는 이렇게 적었다.: "어떤 새로운 왕조가 떠오르고 있고, 하늘은 사람들에게 상서로운 별자리를 나타낸다."

## 메소아메리카
콜럼버스의 발견 이전의 메소아메리카의 달력은 적어도 기원전 6세기의 연대를 가지는 지역 전체에 걸쳐서 일반적으로 사용되어 왔던 체계가 기반이 된다. 최초의 달력은 사포텍과 올메크와 같은 민족들에서 그리고 나중에는 마야과 미스텍, 아즈텍과 같은 민족들에서 사용되었다. 비록 메소아메리카 달력이 마야 문명에서 유래하지 않았을지라도, 그것에 대한 그들의 계속된 확장과 개선은 가장 정교했다. 아즈텍의 것과 마찬가지로 마야 달력은 가장 잘 기록되었고 가장 완전하게 이해된다.
독특한 마야 달력은 두 개의 기본 규칙을 사용하는데, 하나는 농사와 국내사항을 결정하는 360일의 태양년으로 구분하고, 다른 하나는 제식 행사를 좌우하는 260일의 촐킨으로 부른다. 각각은 삶의 모든 면을 다루는 정교한 점성술의 체계와 연결된다. 남자 아이가 태어나고 닷새가 지난 날에, 마야의 점성가이자 사제는 그 아이의 직업이 군인, 사제, 공무원 또는 제물 중에 무엇이 될지를 알기 위하여 그 아이의 천궁도를 그렸다. 금성의 출현과 합을 추적하는 584일의 금성의 주기 또한 유지되었다. 금성은 일반적으로 불길하고 해로운 영향으로 간주되었고, 마야의 통치자들은 종종 금성이 질 때와 동시에 전쟁의 시작을 계획했다. 마야인들이 수성과 화성 그리고 목성의 이동을 추적했으며 몇 종류의 황도대를 보유했다는 증거도 있다. 천문학의 쌍둥이자리(Gemini)의 이름은 페커리(peccary)인데 반해, 천문학의 전갈자리(Scorpio)의 마야식 이름 또한 전갈(scorpion, 스콜피온)이었다. 여전히 본래대로인 가장 유명한 마야의 천문 관측소는 현재의 맥시코의 고대 마야의 도시 치첸이트사에 있는 카라톨 관측소이다.
아즈텍 달력은 360일과 260일의 두 개의 주요 주기를 지닌 마야의 달력과 같은 기본 구조를 공유한다. 260일 달력은 토날포후알리라 불렸으며 처음에는 점술의 목적으로 사용되었다. 아야 달력과 같이, 이 두 가지의 주기는 52년의 '세기'를 구성했으며, 때때로 역의 순환이라 불렸다.

## 같이 보기
- 서양 연금술의 고대 행성
- 점성술의 유대적 견해
- 점성술의 문화적 영향

## 참고 문헌
- Al Biruni (11th c.), The Chronology of Ancient Nations; tr. C. E. Sachau. London: W.H Allen & Co, 1879. Online edition available on the Internet Archive http://www.archive.org/stream/chronologyancie00sachgoog/chronologyancie00sachgoog djvu.txt, 2013년 1월 18일 갱신.
- Barton, Tamsyn, 1994. Ancient Astrology. Routledge. ISBN 0-415-11029-7.
- Belo, Catarina, 2007. Chance and determinism in Avicenna and Averroës. London: Brill. ISBN 90-04-15587-2.
- Burckhardt, Titus, 1969. 'The Seven Liberal Arts and the West Door of Chartres Cathedral' Studies in Comparative Religion, Vol. 3, No. 3 (Summer, 1969). ([Online reprodution http://www.studiesincomparativereligion.com/public/articles/The_Seven_Liberal_Arts_and_the_West_Door_of_Chartres_Cathedral.aspx 보관됨 2012-07-16 - 웨이백 머신 ]), 2013년 1월 18일 갱신.
- Campion, Nicholas, 2008. A History of Western Astrology, Vol. 1, The Ancient World (first published as The Dawn of Astrology: a Cultural * * History of Western Astrology. London: Continuum. ISBN 978-1-4411-8129-9.
- Crane, Joseph, 2012. Between Fortune and Providence: Astrology and the Universe in Dante's Divine Comedy. Wessex. ISBN 978-1-902405-75-9.
- Maternus, Julius Firmicus, 4th century. Matheseos libri VIII . Translated by Jean Rhys Bram in Ancient astrology theory and practice, Noyes Press, 1975. Reprinted by Astrology Center of America, 2005. ISBN 978-1-933303-10-9.
- Hesiod (c. 8th cent. BC) . Hesiod, the Homeric Hymns, and Homerica translated by Evelyn-White, Hugh G., 1914. Loeb classical library; revised edition. Cambridge: Harvard Press, 1964. ISBN 978-0-674-99063-0.
- Kelley, David, H. and Milone, E.F., 2005. Exploring ancient skies: an encyclopedic survey of archaeoastronomy. Heidelberg / New York: Springer. ISBN 978-0-387-95310-6.
- Holden, James Herschel, 1996. A History of Horoscopic Astrology. AFA. ISBN 978-0-86690-463-6.
- Houlding, Deborah, 2010. Essays on the history of western astrology. Nottingham: STA. ISBN 1-899503-55-9 {{isbn}}의 변수 오류: 유효하지 않은 ISBN..
- Koch-Westenholz, Ulla, 1995. Mesopotamian astrology. Volume 19 of CNI publications. Museum Tusculanum Press. ISBN 978-87-7289-287-0.
- Marshack, Alexander, 1972. The roots of civilisation: the cognitive beginnings of man's first art, symbol and notation. London: Weidenfeld & Nicolson. ISBN 978-1-55921-041-6.
- Parker, Derek and Julia, 1983. A history of astrology. Deutsch. ISBN 978-0-233-97576-4.
- Pingree, David Edwin, 1997. From astral omens to astrology: from Babylon to Bīnāker. Istituto italiano per l'Africa et l'Oriente (Serie orientale Roma).
- Robbins, Frank E. (ed.) 1940. Ptolemy Tetrabiblos. Cambridge, Massachusetts: Harvard University Press (Loeb Classical Library). ISBN 0-674-99479-5.
- Roberts, Reverend Alexander (translator) 1906. The Ante-Nicene Fathers: The Writings of the Fathers Down to AD 325, Volume II - Fathers of the Second Century - Hermas, Tatian, Theophilus, Athenagoras, Clement of Alexandria. W. B. Eerdmans Pub. Co. Republished: Cosimo, Inc., 2007. ISBN 978-1-60206-471-3).
- Rochberg, Francesa, 1998. Babylonian Horoscopes. American Philosophical Society. ISBN 0-87169-881-1.
- Saliba, George, 1994. A History of Arabic astronomy: planetary theories during the Golden Age of Islam. New York University Press. ISBN 0-8147-7962-X.

 본 문서에는 현재 퍼블릭 도메인에 속한 브리태니커 백과사전 제11판의 내용을 기초로 작성된 내용이 포함되어 있습니다.

## 추가 문헌
- T. Barton, Ancient Astrology. Routledge, 1994. ISBN 0-415-11029-7.
- B. Bobrick, The Fated Sky: Astrology in History. Simon & Schuster, 2006. ISBN 0-7432-6895-4.
- Nicholas Campion, A History of Western Astrology Vol. 2, The Medieval and Modern Worlds, Continuum 2009. ISBN 978-1-84725-224-1.
- Nicholas Campion, The Great Year: Astrology, Millenarianism, and History in the Western Tradition. Penguin, 1995. ISBN 0-14-019296-4.
- A. Geneva, Astrology and The Seventeenth Century Mind: William Lilly and the Language of the Stars. Manchester Univ. Press, 1995. ISBN 0-7190-4154-6.
- James Herschel Holden, A History of Horoscopic Astrology. (Tempe, Az.: A.F.A., Inc., 2006. 2nd ed.) ISBN 0-86690-463-8.
- M. Hoskin, The Cambridge Concise History of Astronomy. Cambridge Univ. Press, 2003. ISBN 0-521-57600-8.
- L. MacNeice, Astrology. Doubleday, 1964. ISBN 0-385-05245-6
- W. R. Newman, et al., Secrets of Nature: Astrology and Alchemy in Early Modern Europe. MIT Press, 2006. ISBN 0-262-64062-7.
- G. Oestmann, et al., Horoscopes and Public Spheres: Essays on the History of Astrology. Walter de Gruyter Pub., 2005. ISBN 3-11-018545-8.
- F. Rochberg, The Heavenly Writing: Divination, Horoscopy, and Astronomy in Mesopotamian Culture. Cambridge Univ. Press, 2004. ISBN 0-521-83010-9.
- J. Tester, A History of Western Astrology. Ballantine Books, 1989. ISBN 0-345-35870-8.
- T. O. Wedel, Astrology in the Middle Ages. Dover Pub., 2005. ISBN 0-486-43642-X.
- P. Whitfield, Astrology: A History. British Library, 2004. ISBN 0-7123-4839-5.